# Ризванов, Альберт Анатольевич
Альберт Анатольевич Ризванов (17 декабря 1974, Казань, СССР) – профессор, доктор биологических наук, Ph.D., член-корреспондент Академии наук Республики Татарстан. Специалист в области регенеративной медицины, генной и клеточной терапии, клеточной биологии, молекулярной биологии, биохимии, генетики, вирусологии, онкоиммунологии. Автор многочисленных научных статей и патентов, а также учебных и учебно-методологических пособий и монографий.

## Биография
Альберт Анатольевич Ризванов родился 17 декабря 1974 в г. Казани. Окончил с золотой медалью школу-гимназию No.7 г. Казани и поступил на кафедру микробиологии биолого-почвенного факультета Казанского государственного университета (КГУ).
В 1995 году с отличием окончил КГУ. С 1995 года по 2003 проходил обучение в аспирантуре Университета штата Невада, г.Рино, США.
В 2003 году получил учёную степень доктор философии (Ph.D.) в области Клеточной и молекулярной биологии. С 2003 по 2006 год работал научным сотрудником в Университете штата  Невада, г.Рино, США.
В 2006 году по приглашению руководства Казанского государственного университета вернулся в Россию на кафедру генетики биолого-почвенного факультета Казанского государственного университета.
В 2011 году получил ученую степень доктора биологических наук (03.01.04 — биохимия).
С 2012 по 2013 г. – заместитель директора по научной деятельности Института фундаментальной медицины и биологии КФУ.
С 2012 по 2014 г. – заведующий кафедрой генетики Казанского федерального университета (КФУ).
В 2016 году избран членом-корреспондентом Академии наук Республики Татарстан (Отделение медицинских и биологических наук АН РТ, специальность «Клеточная биология»).
С 2016 по 2020 год – заместитель руководителя стратегической академической единицы «Трансляционная 7П медицина» и руководитель центра превосходства «Регенеративная медицина» в рамках программы повышения конкурентоспособности (5-100) КФУ.
В 2019 году присвоено ученое звание профессора (03.01.04 - биохимия).
2019-2023 – директор Научно-клинического центра прецизионной и регенеративной медицины института фундаментальной медицины и биологии КФУ.
С 2021 года – руководитель центра превосходства «Персонализированная медицина» в рамках программы Приоритет-2030.
В 2023 году избран академиком-секретарем отделения медицинских и биологических наук Академии наук Республики Татарстан.
В настоящее время – главный научный сотрудник, профессор кафедры генетики, заведующий лабораторией OpenLab «Генные и клеточные технологии» института фундаментальной медицины и биологии, руководитель отдела поисковых исследований НОЦ фармацевтики КФУ.
Председатель диссертационного совета Казанского федерального университета (КФУ.015.2) по научным специальностям 1.5.4. Биохимия (биологические науки), 1.5.7. Генетика (медицинские и биологические науки) и 1.5.11. Микробиология (биологические науки).
Член диссертационного совета Казанского федерального университета (КФУ.015.1) по научным специальностям 1.5.5. Физиология человека и животных (медицинские и биологические науки) и 1.5.22. Клеточная биология (медицинские и биологические науки).
Член диссертационного совета Казанского федерального университета (КФУ.031.1) по научным специальностям 3.1.6. Онкология, лучевая терапия (медицинские науки), 3.1.7. Стоматология (медицинские науки) и 3.1.9. Хирургия (медицинские науки).
Эксперт Федерального реестра экспертов научно-технической сферы. Член экспертного совета Российского научного фонда по региональным конкурсам. Эксперт Российского научного фонда.
Женат, двое детей (сын и дочь).

## Научная деятельность
Область научных исследований: 
- Генные и клеточные технологии в регенеративной медицине;
- Генная и клеточная терапия орфанных заболеваний;
- Молекулярные аспекты нейробиологии;
- Молекулярная вирусология и иммунология;
- Диагностика и терапия онкологических заболеваний;
- Адоптивная иммунотерапия генетически модифицированными Т-лимфоцитами (CAR-T) (совместно с Булатовым Э.Р.).

В 2018 году удостоен гранта Президента РФ для государственной поддержки ведущих научных школ Российской Федерации (НШ-3076.2018.4) на тему «Исследование фундаментальных механизмов регенерации, протекающих в мышечной ткани в норме и при ишемическом поражении на фоне генной терапии».
В 2020 году повторно стал руководителем научной школы НШ-2603.2020.4 «Исследование фундаментальных механизмов переноса митохондрий микровезикулами стволовых клеток и восстановления митохондриальной функции в целевых клетках».
В 2022 году в третий раз подряд стал руководителем научной школы НШ-2084.2022.1.4 «Исследование формирования векторного иммунитета и эффективности генной терапии на основе адено-ассоциированных вирусов».
По состоянию на сентябрь 2023 года – автор более 670 научных работ, из них более 477 в базе данных SCOPUS, 13 монографий/глав в книгах и 44 авторских свидетельств и патентов. Индекс Хирша SCOPUS – 42, Google Scholar – 52, РИНЦ – 34. Публикации имеют более 6100 цитирований (SCOPUS). Под руководством Ризванова А.А. защищено 22 кандидатских, 4 докторских и 1 Ph.D (Португалия) диссертаций.

## Награды
2009     Премия Правительства Республики Татарстан для государственной поддержки молодых ученых.
2015     Почетная грамота Министерства образования и науки Республики Татарстан за долголетнюю плодотворную работу в систему высшего профессионального образования.
2017     Премия Академии наук Республики Татарстан имени В. А. Энгельгардта в области биологии за цикл работ «Генная и клеточная терапия в регенеративной медицине» (в соавт. с А. П. Киясовым и Р. Р. Исламовым).
2019     Лауреат национальной ветеринарной премии «Золотой скальпель», Ассоциация практикующих ветеринарных врачей в главной номинации «За научный вклад в развитие ветеринарной медицины».
2019-2022     Почетный профессор фундаментальной медицины (Ноттингемский университет, Великобритания).
2021     Почетная грамота Министерства науки и высшего образования Российской Федерации за значительные заслуги в сфере образования и добросовестный труд.
2021     Почетное звание «Заслуженный деятель науки Республики Татарстан».